# Taeniotes farinosus
Taeniotes farinosus là một loài bọ cánh cứng trong họ Cerambycidae.